# ツモリチサト
ツモリチサト（TSUMORI CHISATO）は日本のファッションデザイナーの津森千里が1990年に立ち上げたファッションブランド。

## 概要
イッセイミヤケグループの株式会社エイ・ネット（A-net）が運営するブランド。

主に成人女性を対象とし、モードブランドとしてパリコレクションに商品を出展している。

ブランドコンセプトは「デザイナー津森千里が好きなもの、興味のある事を、自由な発想で素直に表現したブランド。ガーリィでセクシー、大人のためのファンタジーがあふれる、ハッピーなテイストを提案していきます」。なお、メンズの商品展開もあるが、ショー展開はしていない。

2019年4月、株式会社エイ・ネットは津森千里とのライセンス契約満了に伴い、同社による「ツモリチサト」ブランド事業を終了すると発表した。日本国内は2019年春夏シーズン、海外は2019年秋冬シーズンまで展開する。国内ショップは2019年7月中旬から8月末をもって全店閉店し、公式オンラインショップ「HUMOR（ユーモア）」での販売も順次終了する。

津森千里は今後自身の事務所ティー・シィー（T.C）でのデザイン活動を行い、ブランドの再スタートも検討するという。ティー・シィーが契約している下記のライセンスシリーズについては継続する。

### ライセンスシリーズ
ブランドのデザイナー名表記が小文字表記のシリーズはライセンスによって展開されているものである。
- tsumori chisato SLEEP、tsumori chisato bit（ワコール）
- tsumori chisato BATHROOM（内野）
- tsumori chisato watch（セイコーインスツル）
- tsumori chisato CARRY（コランド）
- tsumori chisato chapeau（林八百吉）
- tsumori chisato WALK（モーダ・クレア）
- tsumori chisato WA（京都丸紅）

## 略歴
- 1990年 - 津森千里デザインスタジオを設立、TSUMORI CHISATO誕生。
- 1995年 - 東京の青山に路面店を開く。
- 1999年 - クレプリ・ツモリチサト（Creperie TSUMORI CHISATO）を発表。パリのマレ地区に海外1号店をオープン。
- 2002年 - 第20回毎日ファッション大賞を受賞。
- 2003年 - メンズラインを発表。パリコレクションデビュー[7]。
- 2008年 - 東京の銀座に路面店ツモリチサト・ゴールドを開く。ドレスライン、ツモリチサト・ドレス（TSUMORI CHISATO DRESS）を発表。
- 2010年 - ブランド20周年を記念してザ・リッツ・カールトン東京にてパーティーを開催、東京でも7年ぶりにショーを開催[8]。
- 2011年 - 猫にフォーカスしたディフュージョンライン、キャッツ・ツモリチサト（cat's TSUMORI CHISATO）を発表。
- 2015年 - ブランド25周年を迎える。
- 2019年4月 - 株式会社エイ・ネットがブランド事業終了を発表[9][10]。

## 店舗展開

### 路面店（FLAGSHIP）
- TSUMORI CHISATO AOYAMA - 東京都港区南青山4-21-25 しんびようスクエア
- TSUMORI CHISATO GOLD - 東京都中央区銀座1-4-9 田村ビル 1F
- TSUMORI CHISATO MINAMIHORIE HUMOR SHOP内 - 大阪府大阪市西区南堀江1-11-1 三共四ツ橋ビル 1F

### その他の店舗
- 北海道・東北 - 札幌丸井今井、仙台三越
- 関東・甲信越 - 新宿マルイ、新宿伊勢丹、新宿小田急、池袋西武、池袋東武、有楽町マルイ、日本橋三越、新潟伊勢丹、木更津アウトレット、あみアウトレット
- 北陸・東海 - 静岡伊勢丹、HUMOR SHOP JR名古屋高島屋、名古屋松坂屋
- 関西 - 梅田阪急、梅田大丸、京都伊勢丹、HUMOR SHOP 藤井大丸、りんくうアウトレット、神戸三田アウトレット
- 中国・四国 - 広島そごう、高松
- 九州・沖縄 - 博多阪急、岩田屋、大分トキハ

### 海外の店舗
- 香港 - HONG KONG、SILVERCORD SHOP、FESTIVAL WALK SHOP
- 台北 - TAIPEI SHOP
- シンガポール - SINGAPORE SHOP
- モスクワ - MOSCOW SHOP

### かつて存在した路面店（FLAGSHIP）
- 代官山店 - 東京都渋谷区猿楽町11-1 ラ・フェンテ代官山1F

(SHOP LIST | 2019年4月確認)